# ميناموتو نو نوريوري
ميناموتو نو نوريوري (باليابانية: 源 範頼، بالروماجي: Minamoto no Noriyori) (وفاة 1193)، الابن السادس لميناموتو نو يوشيتومو، وقائد عسكري في قبيلة ميناموتو، قاتل إلى جنب شقيقيه ميناموتو نو يوريتومو وميناموتو نو يوشيتسونيه في حرب غينبيه التي إندلعت عام 1180.

## حياته
عندما كان طفلاً، خلصه من الموت هو وشقيقه تايرا نو كيوموري عام 1160 بعد التمرد الذي قاده ضد عشيرة ميناموتو، حيث قام كيوموري بقتل والدهم ثم أخد والدتهم كمحظية.
لا يوجد تسجيلات لفترة حياته حتى عام 1180، عندما خدم في مدينة كاماكورا تحت إمرة شقيقه يوريتومو الذي تسلم زعامة قبيلة ميناموتو بعد إندلاع حرب غينبيه.
وبعد أربعة أعوام في 1184 أرسله يوريتومو من كاماكورا للهجوم على معاقل تايرا في جزيرة شيكوكو، كما وساهم جنباً إلى جنب مع يوشيتسونيه في هزيمة ابن عمهم المتمرد يوشيناكا في معركتي أوجي الثانية وأوازو، قبل أن يبرز دوره أكثر في معركة إيتشي نو تاني عندما أجبروا قوات تايرا على الإنسحاب، ثم عاد إلى كيوتو بعد توقف الحرب لستة أشهر.
أُرسل مرة أخرى في سبتمبر 1184، للسيطرة على منطقة تشوغوكو ثم تحرك نحو كيوشو حيث لعب دوراً أساسياً في معركة كوجيما، إلا أنه واجه صعوبات خلالها تجلت في نقص الإمدادات والمؤن، وكون البحر الداخلي كان تحت سيطرة قوات تايرا، فأرسل إلى شقيقة يوريتومو في كاماكورا لطلب الإمداد، ليرد عليه أنها في الطريق، لكن قوات تايرا كانت تراقب لذا كان عليهم تمرير شحنات الإمدادات بعناية كبيرة، تمكن لاحقاً من الحصول على إمدادات ومؤن جيدة وعدد من السفن من حليف لهم في مقاطعة سو، ثم تحرك نحو كيوشو كما كان مخطط وبقي هناك، ولم يشارك في معركة دان نو أورا.
بعد إنتهاء الحرب عاد إلى كاماكورا وحصل على مكافأة من أخيه يوريتومو، لكن بعد خوف يوريتومو من زيادة سلطة أخيهم يوشيتسونيه والهيمنة على زعامة القبيلة أمر نوريوري بإعتقال يوشيتسونيه، حاول نوريوري تعديل قراره لكن دون جدوى، لذا عصى أوامره ببساطة.
في مايو 1193، قاد يوريتومو مطاردة كبيرة على جبل فوجي، إنتشرت على إثرها إشاعات بمقتل يوريتومو، مما أثار قلق زوجته هوجو ماساكو، لكن طمأنها نوريوري وقال لها حتى لو قتل يوريتومو سيكون هو موجود من أجلها ومن أجل القبيلة، بعد سماعه هذا بدأ يوريتومو يشك في شقيقه نوريوري، فحاصره في مقاطعة إزو، ثم قام بقتله في نفس العام بتهمة التآمر عليه.

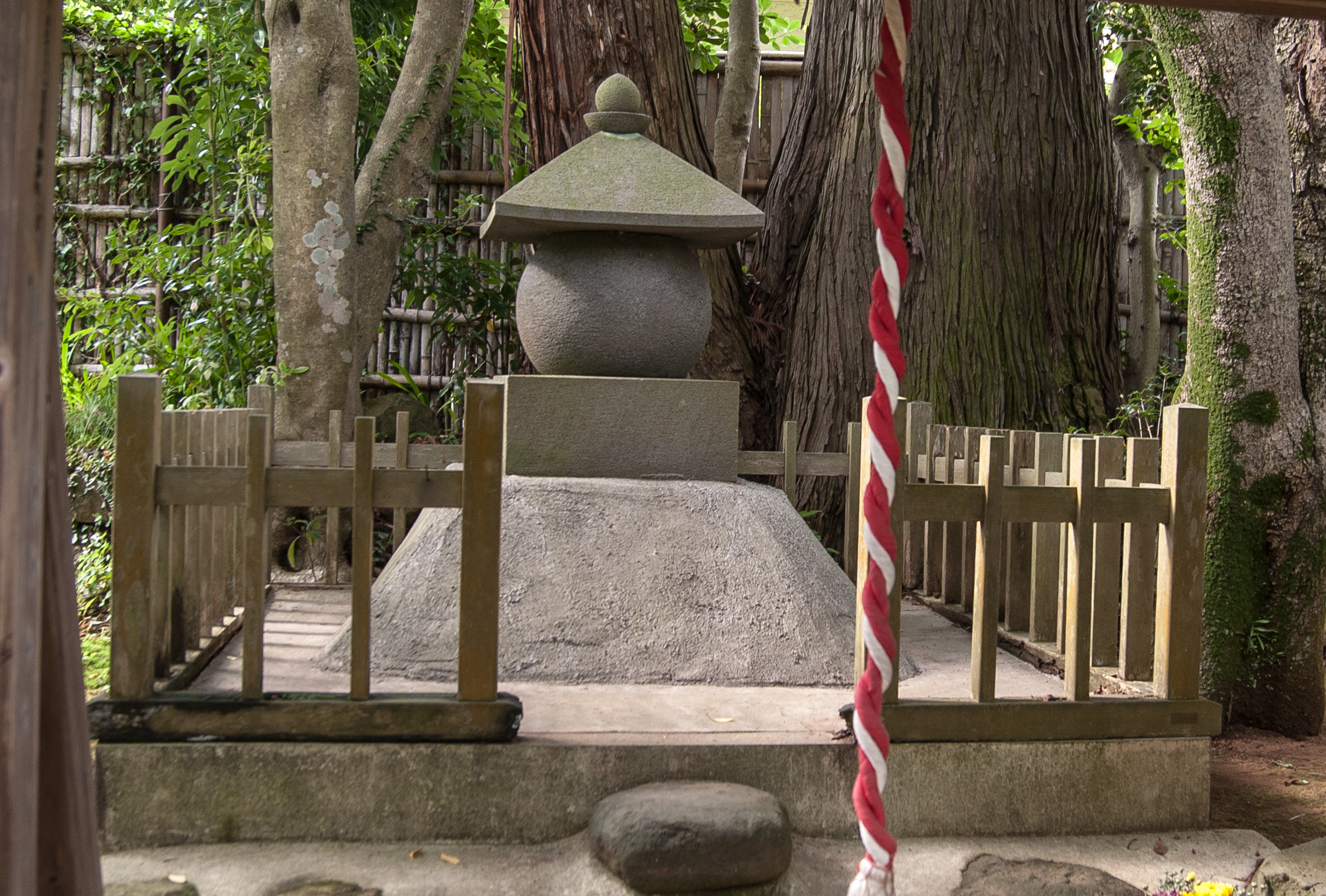
قبر "ميناموتو نو نوريوري"، في بلدة شوزينجي (شيزوكا)، محافظة شيزوكا.

## العائلة
- الأب: ميناموتو نو يوشيتومو[الإنجليزية]
- الأم: إواتا نو تسوبونيه
- الأب بالتبني: فوجيوارا نو سوينوري
- الزوجة: اداتشي نو تسوبونيه
- الأبناء:
  - ميناموتو نو موتواكي.
  - الكاهن تشوشاكو.